# Micromax
Micromax, il cui vero nome è Scott Wright, è un personaggio dei fumetti creato da Alan Davis e pubblicato dalla Marvel Comics. Appare per la prima volta in Excalibur n.44 (novembre 1991).

## Biografia del personaggio
Prima della scoperta dei suoi poteri mutanti, Scott Wright è un disc jockey di Radio 1. Tuttavia, col manifestarsi delle sue capacità diventa velocemente un agente speciale del M.I.6, un'unità segreta per la sicurezza nazionale della Gran Bretagna, sotto il nome in codice di Micromax.
Compare per la prima volta mentre scambia Rachel Summers per una ladra tentando erroneamente di arrestarla per rapina. Viene in seguito reclutato per una disastrosa missione con il suo ufficiale superiore Theobold Blott e un team di esperti F.I.6 allo scopo di rintracciare l'autore delle rapine precedenti e inizialmente accusano Nightcrawler di sabotaggio, per poi rendersi conto di aver commesso uno sbaglio. Dopo questo incidente vengono sopraffatti da Necrom, un potente stregone, che uccide tutti i membri della squadra tranne Micromax, il quale sopravvive rimpicciolendosi grazie ai suoi poteri e riuscendo quindi a fuggire. Questi cerca in seguito di sconfiggere Necrom, ma fallisce nel tentativo lasciando però lo stregone impressionato dalla sua forza vitale.
Terminata la vicenda, Micromax viene controllato mentalmente da Brain Drain che si serve di lui per tentare di assassinare il Primo ministro del Regno Unito ma viene fermato da Aurora.
Micromax poi aiuta il gruppo di supereroi Excalibur a sconfiggere definitivamente Necrom, crescendo a dismisura e schiantandosi contro il nemico per stordirlo e quindi permettere agli altri membri della squadra di sconfiggerlo.
Combatte contro la minaccia del politico Orpington Smythe il quale con assassini e torture tenta di prendere il controllo delle agenzie governative che hanno a che fare con gli avvenimenti legati a superpoteri. Micromax viene in seguito catturato da un'agenzia investigativa sul paranormale chiamata R.C.X. per conto di Smythe e utilizzato come cavia per dei test scientifici. Excalibur e un ammutinato delle forze di Smythe alla fine riescono a liberare il proprio compagno sventando la minaccia di Smythe.
Dopo una serie di altre missioni con Excalibur, Micromax si dimette dal F.I.6 per entrare nella Roxxon Energy Corporation nel New Jersey. Continua comunque ad utilizzare i suoi superpoteri e aiuta i Vendicatori ad affrontare l'invasione di Kang il Conquistatore.
Viene coinvolto in una battaglia con gli X-Force e i sopravvissuti dell'originale formazione degli X-Men per liberare 198, un gruppo di mutanti detenuto nella X-Mansion. Su richiesta del governo inglese, Micromax si unisce a O*N*E*, una forza di polizia che combatte i mutanti criminali. Il gruppo è comandato da Alfiere con l'aiuto di Sabra. Durante il combattimento viene accoltellato al petto da Shatterstar, ma grazie alle cure successivamente ricevute riesce a sopravvivere.

### House of M
Durante la serie House of M, Micromax è un membro della Guardia Rossa e combatte contro i Signori del Male di Hood.

## Poteri e abilità
Micromax è un mutante con l'abilità di aumentare, diminuire o ridistribuire la massa del proprio corpo. Può raggiungere l'altezza di un centimetro o diventare alto 20 metri. La sua forza è proporzionale alle dimensioni e al massimo della sua stazza è in grado di colpire con una pressione di 50 tonnellate. Può anche modificare la sua corporatura ridistribuendo la sua massa corporea. Normalmente Micromax è un panciuto uomo basso ma nella vita di tutti i giorni usa i suoi poteri per diventare più alto e robusto.